# Alimmainen Lankojärvi
Alimmainen Lankojärvi eller Alimmaksi Lankojärvi är en sjö i Finland. Den ligger i kommunen Enare i landskapet Lappland, i den norra delen av landet, 1 000 km norr om huvudstaden Helsingfors. Alimmainen Lankojärvi ligger 166,9 meter över havet. Arean är 72,6 hektar och strandlinjen är 6,27 kilometer lång. Sjön  ingår i Pasvik älvs huvudavrinningsområde. 